# John Thompson
John Sparrow David Thompson (Halifax (Nova Scotia), 10 november 1845 – Windsor (Groot-Brittannië), 12 december 1894) was de vierde minister-president van Canada, een positie die hij twee jaar zou bekleden.
Thompson was de zoon van Ierse emigranten. Hij genoot opleiding aan de Free Church Academy in zijn geboorteplaats. Hij studeerde vervolgens rechten en begon in 1865 een advocatenkantoor. Na zijn huwelijk met Annie Affleck bekeerde hij zich tot het rooms-katholicisme.

## Politieke carrière
Thompson, altijd al geïnteresseerd in politiek en een begaafd spreker, begon zijn politieke loopbaan als lid van de provinciale wetgevende vergadering van Nova Scotia. Een jaar later werd hij opgenomen in het kabinet van de conservatieve premier Simon Holmes als minister van justitie (Attorney General). In 1882 nam Holmes ontslag en werd Thompson aangesteld als de nieuwe premier. Thompson schreef meteen nieuwe verkiezingen uit die resulteerden in een zetelverlies voor de conservatieven. Hoewel zijn partij genoeg zetels overhield om een minderheidsregering te vormen nam Thompson ontslag waarna hij korte tijd later werd aangesteld als rechter aan het hooggerechtshof van Nova Scotia.

## Federale politiek
John Alexander Macdonald, de eerste minister-president van Canada, nam Thompson op in zijn kabinet als minister van justitie en in 1885 won hij ook een zetel in het Canadees Lagerhuis. In deze positie moest Thompson beslissen over de doodstraf die aan Louis Riel was opgelegd voor diens bijdrage aan de Noord-West Rebellie. Riels doodstraf bleef gehandhaafd, iets wat Thomspon vooral in het katholieke en Franstalige Quebec niet in dank werd afgenomen. Bij parlementsverkiezingen in 1887 kostte de Riel-affaire bijna Thompsons zetel die hij met een kleine meerderheid van stemmen wist te behouden.
In 1891 overleed Macdonald en werd Thompson gepolst voor het leiderschap van de Conservatieve Partij (en daarmee ook het minister-presidentschap) maar hij sloeg het aanbod af omdat hij vreesde dat zijn katholieke geloof een barrière zou zijn om daadkrachtig op te kunnen treden en stemmen te trekken. John Abbott werd uiteindelijk de nieuwe minister-president maar iets meer dan een jaar later nam deze alweer om gezondheidsredenen ontslag. Op 5 december 1892 werd Thompson wel gekozen als partijleider en minister-president.
Een groot deel van 1893 bracht Thompson door in het buitenland waar hij in Londen een conferentie bijwoonde dat zich met scheepvaart bezighield en in Parijs waar hij deelnam aan een arbitragezaak tussen de Verenigde Staten en Canada over de zeehondenjacht in de Beringzee. Na terugkeer in Canada hield Thompsons regering zich vooral bezig met godsdienstgelijkheid tussen protestanten en katholieken waarna hij in 1894 wederom naar het buitenland vertrok voor bezoeken aan Frankrijk en Italië alsmede een bezoek aan koningin Victoria te Windsor Castle. tijdens dit bezoek overleed Thompson plotseling op 49-jarige leeftijd aan een hartaanval. Thompsons lichaam werd per Brits oorlogsschip naar Canada overgebracht waar hij in zijn geboorteplaats werd begraven.
Macdonald · Mackenzie · Abbott · Thompson · Bowell · Tupper · Laurier · Borden · Meighen · Mackenzie King · Bennett · Saint Laurent · Diefenbaker · Pearson · P. Trudeau · Clark · Turner · Mulroney · Campbell · Chrétien · Martin · Harper · J. Trudeau · Carney
- Bibliothèque nationale de France: cb11995883n (data)
- Gemeinsame Normdatei: 13024693X
- International Standard Name Identifier: 0000 0001 1558 5564
- Library of Congress Control Number: n85191662
- Nederlandse Thesaurus van Auteursnamen: 121285278
- SNAC: w6nc8qvf
- Système universitaire de documentation: 028044223
- Virtual International Authority File: 3913519
- WorldCat: E39PBJcKGkRXHdjQMxwBKCgtKd